# Titandihydrid
Titandihydrid ist eine chemische Verbindung von Titan und Wasserstoff. 

## Gewinnung und Darstellung
Titandihydrid kann durch Hydrierung von Titan mit Wasserstoff gewonnen werden, wobei die Reaktion bei 300 °C beginnt und ab 400 °C rasch abläuft. Teilweise hydriertes Titan reagiert mit sorgfältigst gereinigtem Wasserstoff schon bei 20 °C. Je nach Umsetzungsgrad hat die Verbindung ein stöchiometrisches Verhältnis von bis zu TiH1,998. Durch Erhitzen auf Temperaturen über 400 °C im Hochvakuum wird bei hochhydrierten Produkten Wasserstoff wieder abgegeben. Bei 1000 °C erfolgt eine  vollständige Abgabe des Wasserstoffs.

## Eigenschaften
Titandihydrid ist ein in Reinform metallisch glänzendes  Pulver. Sonst ist es hellgrau und kann eine durch Sauerstoff- oder Stickstoffspuren blau oder gelb getönte Oberfläche aufweisen. Die Kristallstruktur unterscheidet sich je nach Umsetzungsgrad. Bis zu TiH0,5 löst sich der Wasserstoff einfach im Metallgitter. TiH2 hat eine Kristallstruktur vom Defekt-Calciumfluorid-Typ.

## Verwendung
Titandihydrid wird als Treibmittel zur Herstellung von Metallschäumen verwendet. Es wird mit Metallpulver vermischt und das Gemisch dann bis fast zum Schmelzpunkt des Metalls erhitzt, das Titandihydrid setzt dabei Wasserstoffblasen frei, wodurch Metallschaum entsteht. Interessant daran ist, dass Titandihydrid durch seine große Dichte doppelt so viel Wasserstoff im gleichen Volumen speichert wie flüssiger Wasserstoff.